# Nec pluribus impar

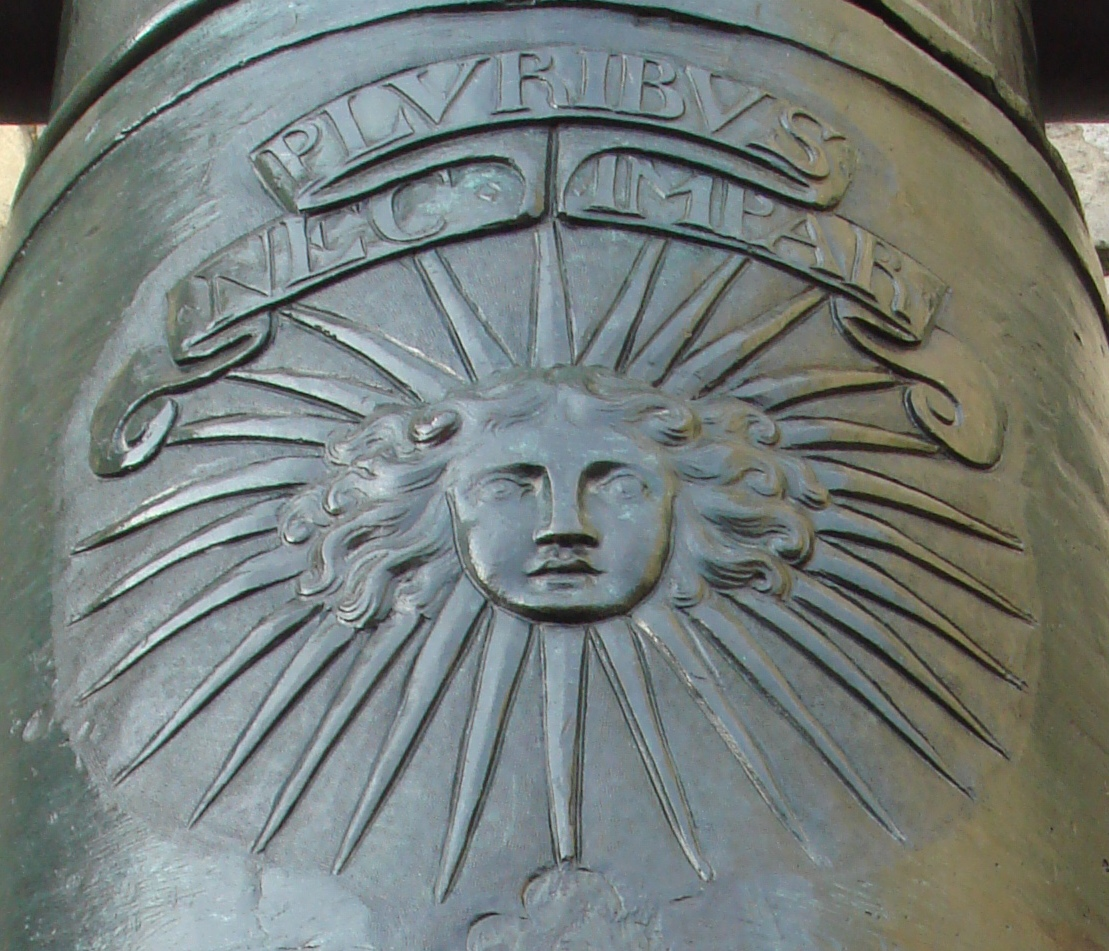
Het motto nec pluribus impar op een kanonsloop bij de ingang van het Hôtel des Invalides

Nec pluribus impar (letterlijke vertaling: "niet aan velen ongelijk") was het Latijnse motto van de Franse (zonne-)koning Lodewijk XIV van Frankrijk uit het jaar 1656. 

## Betekenis
Het motto van Lodewijk XIV is nagenoeg onvertaalbaar geacht door velen en dat heeft in de loop der tijd ook tot vele verschillende vertalingen geleid. Zo las Lodewijks minister de markies van Louvois er "Eén tegen allen" ('seul contre tous') in. Taalkundigen vertaalden het motto anders. Zij dachten dat Lodewijk XIV er "Boven alles verheven" mee bedoelde of "Zelfs tegen overmacht bestand" en zelfs "ik ben de machtigste". Dit kan uitgelegd worden omdat het motto te doen heeft met de allegorie van de 'Zonnekoning', dat Lodewijk zichzelf aanmat.